# Japanische Invasion Französisch-Indochinas
Die Japanische Invasion von Französisch-Indochina (Operation FU) war zunächst die Besetzung des nördlichen Französisch-Indochinas (仏印進駐, Futsu-in shinchū) durch Streitkräfte des japanischen Kaiserreichs während des Zweiten Japanisch-Chinesischen Kriegs im Vorfeld des Pazifikkriegs im Zweiten Weltkrieg. Sie begann am 22. September 1940 und war vier Tage danach vollendet. Im Sommer des Folgejahres wurde dann auch der Südteil des Landes besetzt.

## Vorgeschichte
Als Ende 1939 das Oberkommando der japanischen Armee (IGHQ) einen neuen Operationsplan für das Jahr 1940 erstellte, sah dieser auch erstmals die Eroberung wichtiger Orte in Französisch-Indochina vor.
Dem im August 1939 zum Generalgouverneur ernannten Général d’armée Georges Albert Julien Catroux war die Bedrohung durch die in China nach Süden vorrückenden Japaner bewusst. Appelle an die französische Regierung führten nur zu begrenzten Verstärkungen für Französisch-Indochina, aber die Verfügbarkeit zusätzlicher finanzieller Mittel ermöglichte es dem Generalgouverneur die Stärke seiner Streitkräfte auf 100.000 Mann zu erhöhen, darunter 20.000 Soldaten der französischen Fremdenlegion. Anfang 1940 begannen japanische Truppen im Süden der chinesischen Provinz Guangxi Longzhou einzunehmen, wo der östliche Eisenbahnzweig von Hanoi im Norden Indochinas die Grenze erreicht, und versuchten auch weiter nach Westen zu ziehen, um die Bahnstrecke nach Kunming zu unterbrechen. Der chinesische Widerstand, unterstützt durch Lieferungen über Indochina, war beträchtlich.
Unterdessen wurde Frankreich im Juni 1940 von Deutschland besiegt und im folgenden Monat wurde die Vichy-Regierung unter Marschall Philippe Pétain eingesetzt. Im Waffenstillstandsabkommen mit Deutschland wurde Vichy-Frankreichs Besitz seines Überseeimperiums anerkannt.
Im Juli 1940 beschlossen das japanische IGHQ und die Regierung dann den „Entwurf der Hauptprinzipien zur Bewältigung der sich ändernden Weltlage“ und machten klar, dass bei günstiger Gelegenheit militärische Kräfte eingesetzt werden könnten, um die „südliche Frage“ zu lösen. Damit ergäbe sich eine Möglichkeit, die Nachschublinien von Chiang Kai-shek in Südchina sofort zu unterbrechen, sowie eine Planerweiterung für die Errichtung von strategisch wichtigen Stützpunkten für eine zukünftige Invasion des Südens. Im Wesentlichen war der strategische Wert von Französisch-Indochina dem der Philippinen bei einer Invasionsoperation gegen Malaya ähnlich. Zu dieser Zeit sah das IGHQ jedoch noch die Möglichkeit, Großbritannien getrennt von den Vereinigten Staaten zu behandeln, was hieße Großbritannien in einem frühen Stadium auszuschalten und gleichzeitig die Vereinigten Staaten von der Teilnahme am Krieg abzuhalten. So untersuchte es auch Pläne, tief in den Süden einzudringen und die Philippinen unberührt zu lassen. Auf der Grundlage dieses Entwurfs begannen das Oberkommando der Armee und der Marine eine ernsthafte und umfassende Untersuchung der gesamten Operation zur Invasion der Schlüsselgebiete im Süden.

## Planung
Im Sommer 1940 stellten die Japaner fest, dass die Luftstreitkräfte in Französisch-Indochina aus insgesamt nicht mehr als hundert Flugzeugen bestanden. Darunter befanden sich zwar einige neue und leistungsfähige Jagdflugzeuge, die Mehrheit war allerdings veraltet. Zudem wurde in der Konfrontation mit den französischen Luftwaffeneinheiten angesichts der Schwierigkeiten ihrer Nachschublieferungen kein ernstes Problem gesehen. Die Luftwaffenstützpunkte in Französisch-Indochina waren nicht nur von absolutem Wert für Japans Durchführung einer Südoperation, sondern auch nützlich bei der Bewältigung der aktuellen Probleme in China. Obwohl die Flugplätze im nordfranzösischen Indochina erhebliche Reparaturarbeiten erfordern würden, bevor Japan sie nutzen könnte, wurden sie als effektiv beim Angriff auf die Bahnstrecken im Kunming-Gebiet angesehen, die zur Unterstützung der Nationalrevolutionären Armee unter Chiang Kai-shek verwendet wurden.
Die französische Kapitulation in Europa schwächte die französische Kolonialregierung in Französisch-Indochina die keine andere Wahl hatte, als den japanischen Forderungen, die seit dem Vorjahr bestanden, nachzugeben. Ein im Juni 1940 unterzeichnetes Abkommen ermöglichte es japanischen Truppen, die Nordgrenze zwischen Französisch-Indochina und China zu kontrollieren. Ein weiteres, im August unterzeichnetes, bestätigte Japans Rechte und Interessen in Südostasien.

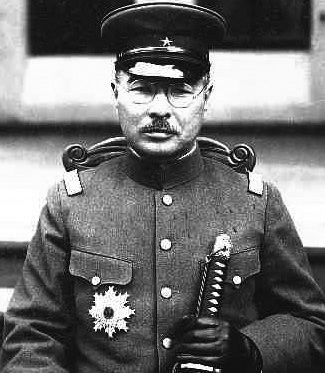
General Andō Rikichi

Die Südchinesische Regionalarmee der Japaner unter dem Kommando von General Andō Rikichi organisierte am 5. September eine amphibische Indochina-Expeditionsarmee, die mit Schiffen und Flugzeugen von Träger- und Luftwaffenstützpunkten auf der Insel Hainan nach Indochina vordringen soll. Am 20. September unterzeichnete der französische Generalgouverneur Jean Decoux, der vom Vichy-Regime eingesetzt worden war, ein Abkommen mit Generalmajor Nishihara Issaku, dem Leiter der japanischen Mission in Französisch-Indochina, das den Japanern Zugang zum Hafen von Hải Phòng gewährte und die Stationierung von bis zu 6.000 Soldaten im Norden Französisch-Indochinas erlaubte. Eingeschlossen war die Nutzung der drei Flugplätze in Lào Cai, Phú Thọ und Vĩnh Yên, sowie die Stationierung von 5.000 Soldaten oder weniger um sie zu bewachen.

## Besetzung Französisch-Indochinas

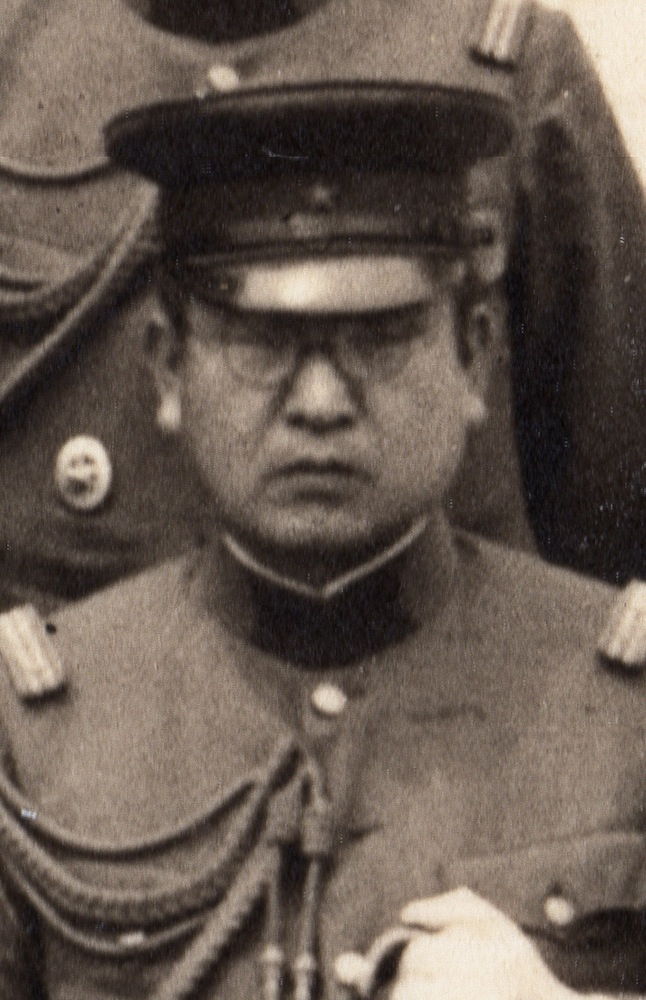
General Nakamura Aketo

Aber die Japaner, die mit dieser Vereinbarung unzufrieden waren, brachen sie am nächsten Tag. Am 22. September um Mitternacht war die japanische Invasion Französisch-Indochinas im Gange. Der Befehl, den Vormarsch im Grenzgebiet abzubrechen, erreichte nicht die dort bereits stationierten Einheiten der 5. Division unter General Nakamura Aketo, die der 23. Armee unter Generalleutnant Tanaka Kuichi in Guangdong angehörte, die ihre Angriffsvorbereitungen abgeschlossen hatten.

### Der Fall von Lạng Sơn und Hải Phòng
Der japanische Angriff begann am 22. September um 22:00 Uhr. Die nördliche Kolonne nahm Bi Nhi an der Grenze und rückte die Straße nach Norden in Richtung That Khe vor, die abseits der Hauptschlacht von einer französischen Kompanie verteidigt wurde. Der Hauptvorstoß kam von den zentralen Streitkräften, die bei Nam Quan die Grenze überquerten und zwei Kompanien der Franzosen umgingen um dann bei Đồng Đăng entlang der Straße und der Eisenbahn nach Süden abbog. Die südlichen Einheiten überrollten die französischen Verteidiger bei Chima und griffen Lộc Bình an. Dessen Verteidiger zogen sich nach Na Dương zurück, während die Japaner nach Norden vordrangen, um den Vormarsch der zentralen Streitkräfte auf Lạng Sơn zu unterstützen und die Bahnverbindung mit Hanoi zu unterbrechen.

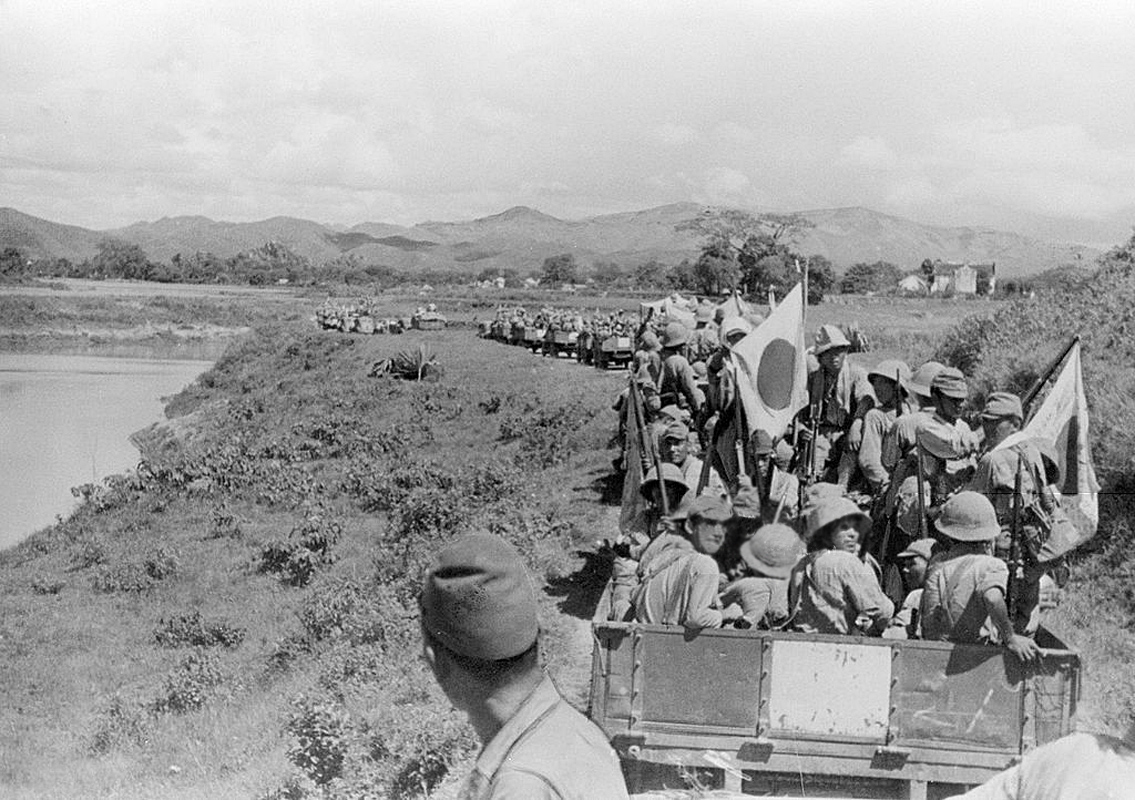
Japanische Einheiten rücken auf Lạng Sơn vor

Am Morgen des 23. brachen in der Gegend von Đồng Đăng Kämpfe aus. An diesem Tag verteilte die 3. Luftwaffe auf Ersuchen der Südchinesischen Regionalarmee aus der Luft eine schriftliche Nachricht, die die 5. Division anwies die Feindseligkeiten einzustellen und sich auf chinesisches Territorium zurückziehen. Trotzdem dauerten die Feindseligkeiten bis zur Eroberung der Stadt Lạng Sơn durch die 5. Division am 25. September, und die 3. Luftwaffe leistete schließlich mit einem Element direkte Unterstützung für den Bodenkampf. Die 2. Brigade unter General Mennerat konnte den 30.000 Soldaten von General Nakamura nur 5.000 Mann entgegensetzen. Der Garnison wurde von Général de Corps d’Armée Maurice-Paul-Auguste Martin aus Hanoi befohlen, die Stadt um jeden Preis zu halten. Südlich des Song Ky Kong nutzte die japanische Kolonne die Verwirrung unter den Verteidigern, um an den Rand der Stadt vorzustoßen. Nördlich des Flusses in Ky Lua eröffneten die Japaner am 25. September um 5:30 Uhr ihren Angriff auf die Franzosen mit schwerem Artilleriebeschuss. Drei Stunden später meldete Mennerat nach Hanoi, dass Lạng Sơn eingekesselt und ohne Luft- und Artillerieunterstützung unhaltbar, sich ergeben müsse. Um 10:40 Uhr erteilte Martin die Erlaubnis dazu und nach lokalen Verhandlungen fielen der Großteil der französischen Streitkräfte und das Brigadehauptquartier in japanische Hände. Die meisten einheimischen Soldaten des französischen Vichy-Bataillons hatten sich unterdessen abgesetzt und ließen nur die französischen Elemente zurück.
Während der Aktivitäten in der Grenzregion lagen japanische Kriegsschiffe und Transporter der 2. Flotte unter Vizeadmiral Koga Mineichi vor der Küste im Golf von Tonkin, aber den von ihnen beförderten Garnisonstruppen wurde gemäß den Vereinbarungen die Erlaubnis verweigert, von Bord zu gehen. Nishihara, der gerade diese Vereinbarungen unterzeichnet hatte, verließ Hải Phòng in der Nacht vom 23. auf den 24. September an Bord des Zerstörers Nenohi und trat der Task Force bei. Am Morgen begannen japanische Flugzeuge mit Aufklärungs- und Einschüchterungsflügen. Ein französischer Vichy-Gesandter bestieg den Leichten Kreuzer Sendai um Verhandlungen aufzunehmen, aber in der Zwischenzeit blieb die Küstenverteidigung unter dem Befehl, das Feuer gegen jeden Versuch einer japanischen Landung zu eröffnen.

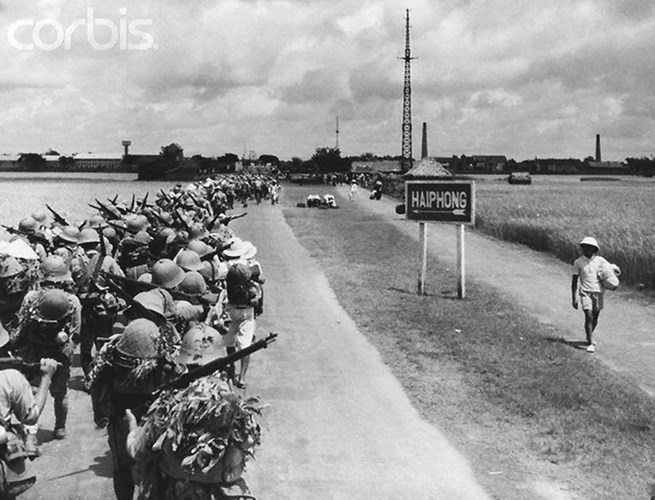
Japanische Soldaten vor Hải Phòng

Die französischen Reserven versuchten im Anschluss die Straße nach Hanoi zu blockieren, doch am 26. September um 3:30 Uhr kamen in dieser angespannten Situation japanische Truppen über die Strände von Dong Tac, südlich von Hải Phòng an Land und machten sich sofort auf den Weg zur Hafenstadt. Bei einer zweiten Landung wurden Panzer an Land gebracht und um 6:30 Uhr wurde Hải Phòng bombardiert, wobei 37 Zivilisten getötet wurden. Eine Streitmacht von rund 4.500 Mann, unterstützt von den  Panzern, rückte auf die Stadt zu, die weiter heftig bombardiert und im Sturm erobert wurde.
Schon ab dem 23. September hatte die Vichy-Regierung die Einstellung der Feindseligkeiten und die Einhaltung des unterzeichneten Abkommens gefordert. Zwei Tage darauf ordnete Kaiser Hirohito einen Waffenstillstand an. Die Japaner behielten die Luftwaffenstützpunkte von Gia Lam, Lào Cai und Phu Lang Thuong sowie eine Garnison in Hanoi und Hải Phòng. General Andō wurde aufgrund der Vorfälle seines Postens enthoben und am 5. Oktober 1940 durch Generalleutnant Ushiroku Jun abgelöst.
Nishihara kehrte am 29. September nach Hải Phòng zurück und wurde kurz darauf als Leiter der japanischen Mission durch Generalleutnant Sumita Raishirō ersetzt, von dem angenommen wurde, dass er mehr Einfluss auf die Vichy-Franzosen nehmen könnte.

## Weiteres südliches Vordringen 1941
Generalgouverneur Decoux verlieh im Mai 1941 Japan den Status der „meistbegünstigten Nation“, was bedeutete, dass der Großteil der Exporte aus Indochina zu niedrigen Preisen nach Tokio zugeteilt wurde. Später erhielten japanische Truppen auch uneingeschränkten Zugang zu den Straßen, dem Schienennetz und den Häfen in Indochina.
Am 21. Juli 1941 sah sich die Vichy-Regierung dann neuen japanischen Forderungen ausgesetzt. Um Singapur in Reichweite der japanischen Luftwaffe zu bringen, besetzten 50.000 Soldaten die Flugplätze von Tourane, Nha Trang, Kompong Cham, Biên Hòa, Cat Laï und Tan Son Nhat. Auch in Saigon und der Cam Ranh Bay wurden Marineeinrichtungen gewährt und die französischen Truppen mussten die abgetretenen Gebiete evakuieren.

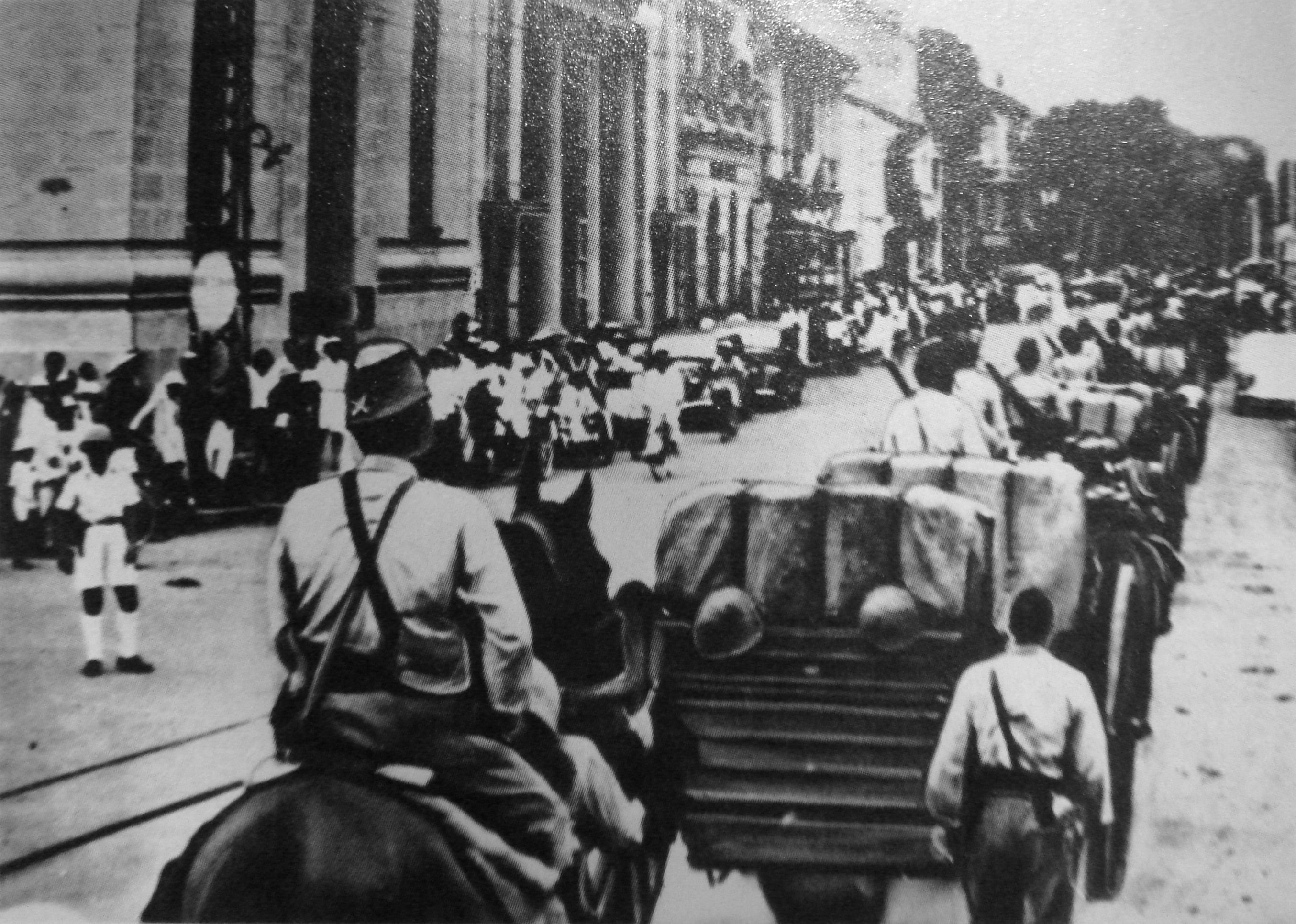
Japanische Truppen ziehen in Saigon ein

39 Truppentransportschiffe verließen am 25. Juli die Insel Hainan in Richtung Saigon, eskortiert von Flugzeugen der Träger Hiryū und Sōryū. Fünf Tage später verlegten die Japaner im Rahmen eines neuen Paktes mit den Vichy-Franzosen zur gemeinsamen Verteidigung des Territoriums mehr Truppen nach Süd-Indochina, davon allein etwa 40.000 nach Saigon.
Insgesamt 140.000 japanische Soldaten wurden ab dem 28. Juli 1941 nach Süd-Indochina verlegt um sich auf die geplanten Operationen E, B, J und L vorzubereiten.
Am 26. Juli unterzeichnete US-Präsident Franklin D. Roosevelt mehrere Durchführungsverordnungen, um alle japanischen und chinesischen Vermögenswerte einzufrieren, den Export von Erdöl, Eisen und Kautschuk nach Japan zu verbieten und der japanischen Schifffahrt die Nutzung des Panamakanals zu verweigern. Auf Vorschlag von Roosevelt verhängten die britische Regierung und die niederländische Exilregierung ähnliche Embargos gegen Japan.
Ausgehend von den Stützpunkten im Süden drangen japanische Truppen am 8. Dezember von Süd-Indochina in Siam ein. Nach kurzem Widerstand gewährte Siam den japanischen Truppen ein Durchgangsrecht und den Bau von militärischen Einrichtungen. Am 25. Januar 1942 musste Siam den USA und Großbritannien auf Druck der Japaner den Krieg erklären.